# Tịnh Ấn Tây
Tịnh Ấn Tây là một xã thuộc thành phố Quảng Ngãi, tỉnh Quảng Ngãi, Việt Nam.
Xã Tịnh Ấn Tây có diện tích 7,03 km², dân số năm 1999 là 7.045 người, mật độ dân số đạt 1.002 người/km².

## Địa lý
Xã nằm ở phía Bắc thành phố Quảng Ngãi:
Đông giáp phường Trương Quang Trọng
Nam giáp sông Trà Khúc
Tây giáp xã Tịnh Hà
Bắc giáp xã Tịnh Thọ.

## Hành chính
Xã Tịnh Ấn Tây được chia thành 4 thôn: Độc Lập, Thống Nhất, Cộng Hòa 1, Cộng Hòa 2.

## Lịch sử
Xã được thành lập vào năm 1987, cùng với xã Tịnh Ấn Đông và thị trấn Sơn Tịnh, trên cơ sở sáp nhập và phân chia dân số diện tích của 2 xã Tịnh Ấn và xã Tịnh Phong trước đây. Ngày 12 tháng 12 năm 2013, Thủ tướng Chính phủ Việt Nam ký Nghị quyết số 123/NQ-CP có nội dung sáp nhập Tịnh Ấn Tây vào địa phận thành phố Quảng Ngãi.

## Quy hoạch
Trong xu thế hội nhập và phát triển, xã tịnh ấn tây hôm nay đã có nhiều sự đổi thay lớn. Tác động tích cực của sự nghiệp công nghiệp hóa, hiện đại hóa cùng với sự quan tâm chỉ đạo, điều hành của các cơ quan chính quyền địa phương và sự quan tâm sâu sắc của lãnh đạo cấp trên, xã Tịnh ấn tây đã có nhiều chuyển biến tích cực về kinh tế, văn hóa-xã hội: Nhiều nhà máy, xí nghiệp được hình thành trên cụm công nghiệp làng nghề xã Tịnh ấn tây, đều này đã tạo ra cho nhân dân trong vùng có cơ hội được tìm kiếm công việc ổn đinh, trang trải cuộc sống gia đình, phát triểm kinh tế.
Với sự nỗ lực của toàn Đảng, toàn dân xã Tịnh Ấn Tây đã vinh dự được lãnh đạo tỉnh trao tặng danh hiệu "Xã đạt chuẩn Quốc gia". Điều này đã khích lệ tinh thần của nhân dân và cán bộ quản lý phải nỗ lực hơn nữa để xây dựng xã Tịnh Ấn Tây thành một xã vững mạnh, phát triển và hướng đến là một phường tương lai của thành phố Quảng Ngãi.